# Pueblo lom
El pueblo lom o lomlar, también conocido como bosha o posha por personas no lom (en armenio: Բոշա; en georgiano: ბოშა; en ruso: Боша), o gitanos armenios (en ruso: армянские цыгане; en armenio: հայ գնչուներ) o gitanos caucásicos (en ruso: кавказские цыгане) son un grupo étnico de la llamada Meseta Armenia, principalmente en Armenia, Georgia, Turquía y, en menor medida, Azerbaiyán.
Su idioma, el bosha, es una lengua mixta que combina trazos de lenguas indoarias y armenio.

## Orígenes y migración

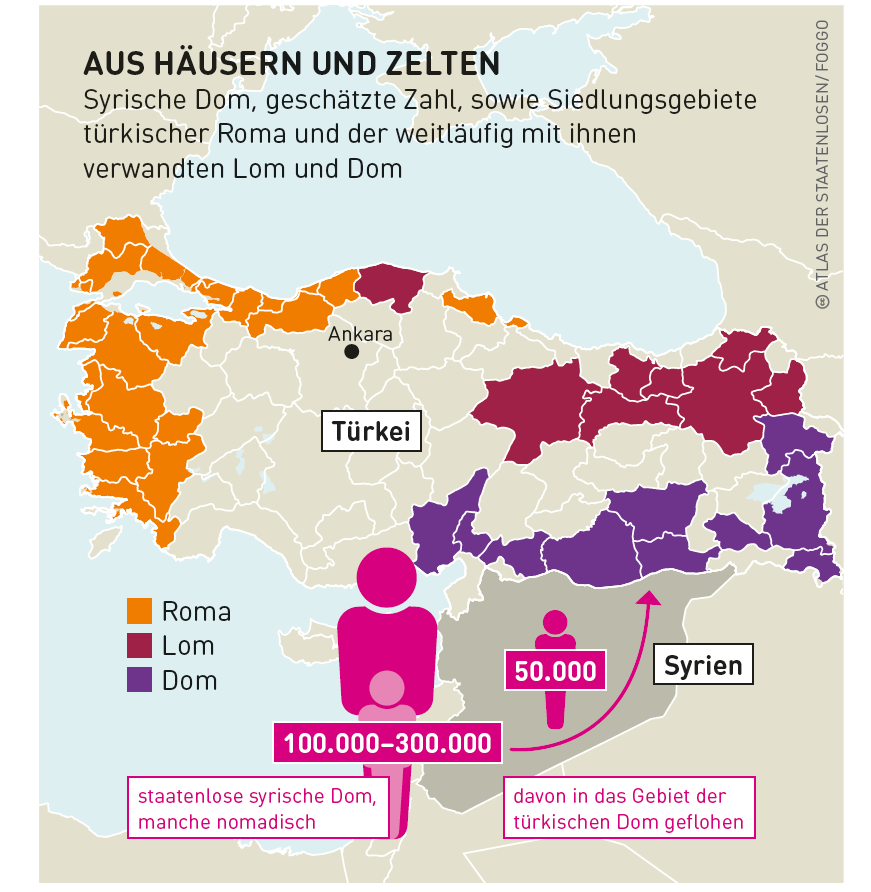
Los dom en Siria (número estimado) así como áreas de asentamiento de gitanos turcos, lom y dom, que están en gran parte relacionados con ellos.

Los lom, como el pueblo dom, a veces se consideran una rama separada del pueblo proto-romaní que permaneció en la Armenia histórica en el siglo XI, mientras que los antepasados de los romaníes contemporáneos emigraron más al oeste en los siglos  XIII y XIV. Es probable que los nombres dom, lom y rom tengan el mismo origen (ver Nombres de los pueblos gitanos para más detalles). En Egipto ⲗⲱⲙⲓ (lomi), significa humano en el dialecto fayyumic del idioma copto.
La mayoría de los romaníes vivían en el oeste de Armenia (principalmente en las regiones y distritos de la actual Turquía que corresponden con Sinope, Tokat, Kars, Erzurum, Oltu y Sarıkamış). Los gitanos del distrito Kond de Ereván se mencionan en la década de 1720. 
Después de las guerras ruso-turcas de 1828-1829, los lom, bajo el liderazgo del arzobispo Karapet, emigraron desde el vilayet de Erzurum y se establecieron en Ajalkalaki, Ajaltsije., Alexandropol (Guiumri), Ajtala y un pequeño número en Ereván.
En el pasado, los gitanos vivían una vida nómada antes del siglo XX y era conocida por la producción de potes de harina. Los gitanos armenios fueron atacados durante el genocidio armenio de 1915, que provocó una fuerte disminución de la población que llevó al grupo a casi extinguirse. Sin embargo, algunos bosha han sobrevivido hasta el día de hoy y siguen siendo una minoría importante en Armenia.

## Población
El número exacto de lom existentes es difícil de determinar, debido a la naturaleza dispersa y, a menudo, mayoritariamente asimilada del grupo. Las estimaciones sugieren que solo se pueden encontrar unos pocos miles de personas en Armenia y Georgia, mientras que el censo del gobierno informa que solo 50 viven en la antigua.
Las concentraciones más grandes de lom se pueden encontrar en Ereván y Guiumri en Armenia. Algunos de los bosha en Armenia han adoptado el idioma armenio y se han asimilado a la mayoría de la población armenia. En Georgia viven en ciudades como Tbilisi, Kutaisi, Ajalkalaki y Ajaltsije. En Turquía, la mayoría vive en Artvin, algunas familias en Ardahan y Kars. En su mayoría adoptaron el idioma turco y lo asimilaron, mientras todavía usaban algunas palabras armenias.

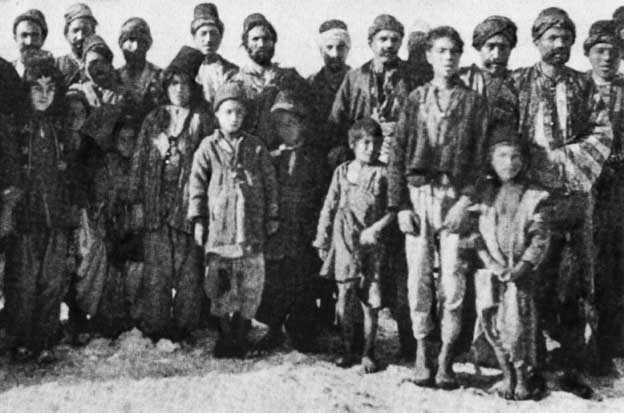
Lom en 1926

Se destacan por ocupaciones como la cestería y la orfebrería (junto a otros trabajos de pequeña artesanía, que son comunes entre los romaníes asentados). Otros empleos fueron la agricultura, en cierta medida a la ganadería, mientras que las mujeres se dedicaban al cambio, al pequeño comercio, la adivinación y la mendicidad. Sólo el burro se utilizó como medio de transporte. A fines del siglo XIX, eran en su mayoría semi-sedentarios y ahora se han asentado.
| Año  | Armenia | Azerbaiyán | Georgia |
| ---- | ------- | ---------- | ------- |
| 1926 | 2       | 333        | 333     |
| 1939 | 7       | 400        | 727     |
| 1959 | 18      | 577        | 1 024   |
| 1970 | 12      | 843        | 1 224   |
| 1979 | 59      | 121        | 1 223   |
| 1989 | 48      | 145        | 1 744   |